# Љешанска нахија
Љешанска нахија је једна од четири нахије Старе Црне Горе.

## Историјски подаци из 1895. године
Границе Љешанска нахија се налази југоисточно од Катунске, а граничи: са сјевера Катунском нахијом, са истока ријеком Ситницом, која је раздваја од Зетске нахије; са југа Ријечком, а са запада Катунском и Ријечком.
Племена У овој нахији је више племена: Градац, Штитари, Дражевина, Станисељићи,...
Планине У овој нахији нема планина а највећа су брда: Веља Гора, која има на врху стародревну црквицу посвећену светоме Илији и Бусовник, више Круса.
Равнице Ова нахија заузима од равница Бери и Зеленику.
Воде Овој нахији припада пола Горњега језера, а са источне је стране додирује ријека Ситница.
Путеви Кроз ову нахију иде колски пут за Ријеку и Подгорицу преко Кокота и коњанички за Ријеку и Данилов-град преко Граца.
Познатна мјеста Знатна су мјеста у овој нахији: Крусе, гдје је Петар I разбио силну турску војску, и гдје је погинуо скадарски везир Махмут паша Бушатлија 1796 г.; Корнет, родно мјесто владике Мардарија, гдје се налазе развалине старога манастира, у коме је Мардарије живио. Близу колскога пута налази се велика кућа за прах, која се зове Миркова барутана; Фармаци знатни су, јер се у њима налазе развалине старога Тиран-града, којега је зидао Стеван Црнојевић; Облун, гдје је био бој 1862. године; Бери су знатне, јер у њима рађа добро грожђе, од којега се добива чувено берско вино; Градац, у њему је старинска црква и основна школа; Шиптари, у близини којих се налазе развалине града Сокола, који су Црнојевићи градили.
Поднебље У овој нахији поднебље је умјерено. У њој рађа разно вође: лоза, смоква, шљива, мурва, шипак, дуња, јабука, трешња и друго, а и разни усјеви и поврћа. У њој успијева чувени љешански дуван. Горе су обрасле разнијем шумскијем дрвећем као: дубом, јасеном, цером, рујом, зановети и др. Гајо се уопште сва домаћа животиња, а особито свиње; а од дивљачи има: вукова, зечева, куница и лисица.
Становништво У овој се нахији народ занима земљорадњом и сточарством, а нешто и трговином домаће стоке, вина, дувана и руја. Становници су ове нахије имућни и вриједни људи у раду, али им куће нису уређене, нити се држе чисто, како би могли.